# پادینا (مروشینا)
پادینا (به صربی: Padina) یک منطقهٔ مسکونی در صربستان است که در مروشینا واقع شده‌است.